# Trzęśniew
Trzęśniew – wieś w Polsce położona w województwie wielkopolskim, w powiecie kolskim, w gminie Kościelec.
Wieś królewska Trześniewo należąca do starostwa kolskiego, pod koniec XVI wieku leżała w powiecie konińskim województwa kaliskiego. W latach 1975–1998 miejscowość administracyjnie należała do województwa konińskiego.
Znajduje się tu kościół filialny parafii Świętego Andrzeja Apostoła w Kościelcu, Szkoła Podstawowa oraz remiza Ochotniczej Straży Pożarnej.

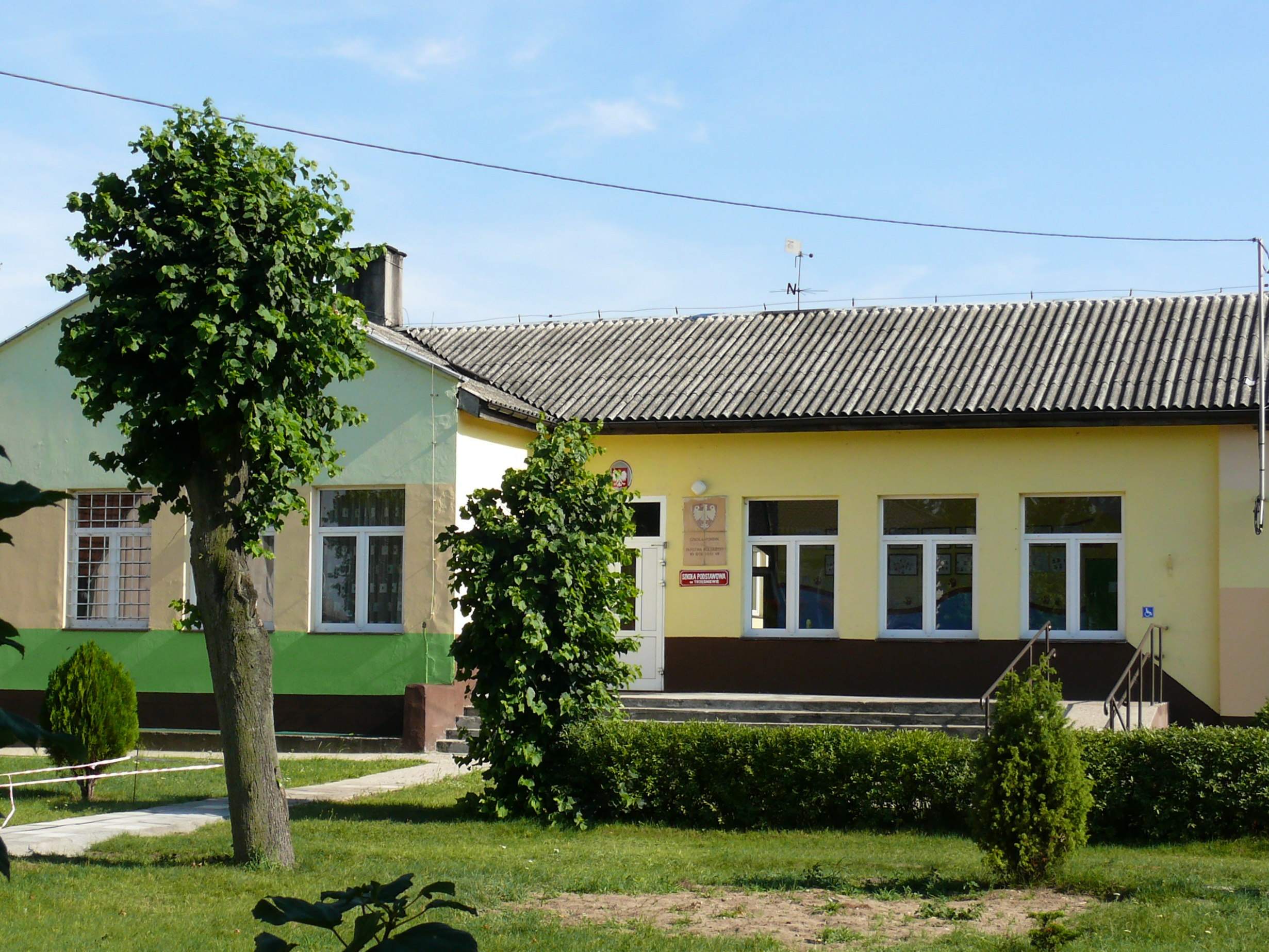
Szkoła podstawowa